# Křemelák (zámek)
Křemelák je neoficiální označení zámečku, který se nachází na svahu vrchu Křemenáč (zvaného také Křemelák) v obci Břasy, resp. jeho části Na Křemenáči. Lokalita, kde zámeček stojí, se také nazývá Zámeček, čímž dochází k nepřesnostem ve výkladu dějin s nedalekým zámeček Hochperk u Vranovic, který stojí ve stejně pojmenované lokalitě. Dnes slouží jako sídlo obecního úřadu.

## Historie
Zatímco v případě Hochperku máme velké množství informací, leč často protichůdných či chybných, o jeho historii, v případě Křemeláku je toho známo minimum. Jednu z informací přináší břaský kronikář J. Ryba a pracovník okresního archivu P. Soudek, kteří se zmiňují k roku 1945 o zřízení závory Rudou armádou na Křemeláku u Zámečku. V roce 1960 došlo ke sloučení pětice obcí – Vranov, Kříše, Darová, Vranovice a Stupno – do obce Břasy. Jako sídlo místního národního výboru (MNV) sloužil nejprve tzv. Parlament (budova keramických závodů). Později byl pro něj upraven Zámeček mezi Vranovem a Stupnem.
Ještě k roku 1838 zmiňuje August Sedláček v současných Břasích pouze horní úřad a čtyři panská stavení. Je velice pravděpodobné, že se v prostorách zámečku nacházelo ředitelství šternberských uhelných dolů, o němž se zmiňují prameny z přelomu 19. a 20. století a dříve se mohlo jednat o sídlo horního úřadu, o němž se zmiňuje Sedláček. Kromě toho zde byly uloženy nálezy z pohřebiště u samoty Bašta.
Zámeček patrně nikdy nesloužil jako centrum panství či statku, nýbrž pouze jako reprezentativní sídlo podnikatele či v tomto případě spíše firmy a předtím úřadu. Je také možné, že se jedná o onen zámeček, který měl vystavět jeden z majitelů dolu Liewald.